# Remko Pasveer
Remko Pasveer (Enschede, 1983. november 8. –) holland válogatott labdarúgó, az Ajax kapusa.